# Аварія DC-10 у Нью-Йорку
Аварія DC-10 у Нью-Йорку — авіаційна аварія, що сталася 28 лютого 1984 року. Пасажирський літак McDonnell Douglas DC-10-30 шведської авіакомпанії Scandinavian Airlines System (SAS) виконував міжконтинентальний рейс SK 901 за маршрутом Стокгольм — Осло — Нью-Йорк, але під час посадки в нью-йоркському аеропорті імені Джона Кеннеді пілоти не встигли вчасно загальмувати і літак викотився за межі ЗПС 04R і впав у води річки Гудзон. Зі 177 осіб, що перебували на борту (163 пасажирів і 14 членів екіпажу), ніхто не загинув, але 12 людей отримали поранення.

## Подальша доля літака

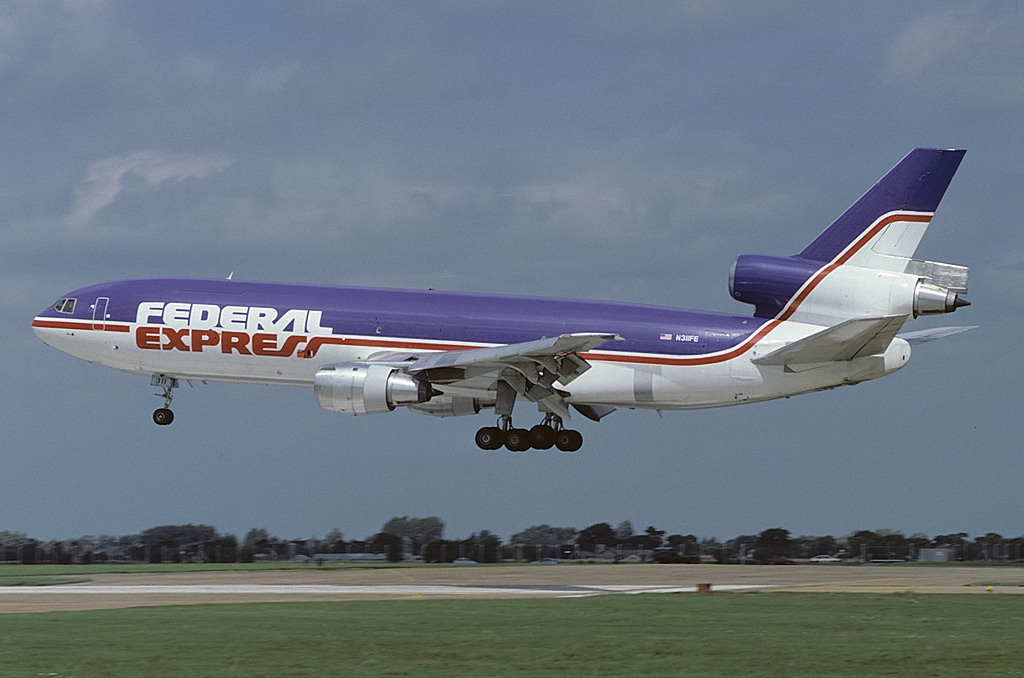
Літак, що зазнав аварії, після передання в флот авіакомпанії Federal Express (1986 рік, Авіабаза Мілденхолл).

Після аварії механіки виявили, що LN-RKB зазнав значних пошкоджень, але згодом його відремонтували та повернули до експлуатації, доки його не купила авіакомпанія Federal Express у 1985 році, перереєструвала як N311FE та перетворила на вантажне судно. У 2012 році літак було тимчасово знято з експлуатації та поставлено на зберігання. У 2013 році повернуто до флоту FedEx Express. Станом на липень 2022 року літак зараз перебуває у вантажному сполученні з FedEx Express.